# Fleur-Soft
Fleur-Soft（フルールソフト）は日本のアダルトゲームブランドである。

## 作品
- 妹＊シスター - 2013年11月29日発売[1]
- 凌辱レオタード ~淫獄に堕ちた女子高生~ - 未発売